# Gregory Hines
Gregory Oliver Hines, född 14 februari 1946 i New York, död 9 augusti 2003 i Los Angeles, var en amerikansk skådespelare, sångare, koreograf och dansare.

## Biografi
Hines föddes i New York och tillsammans med sin bror Maurice (1943-2023) studerade han dans för koreografen Henry LeTang. Tillsammans med sin pappa blev de kända som The Hines Kids, senare även som The Hines Brothers, för att sen döpa om sig till Hines, Hines and Dad 1963.
Hines uppträdde som sångare och musiker i rockbandet Severance mellan 1975 och 1976.
Hines gjorde ett flertal roller i filmer som Cotton Club, Running Scared (1986) och  Tap. I filmen Vita nätter hade Hines delad huvudroll tillsammans med balettdansören Michail Barysjnikov. I filmen finns det flera inslag av dans som dansarna själva koreograferade för filmen.
I TV hade Hines bland annat sin egen serie The Gregory Hines Show som gick 1997. Han hade även en längre biroll i komediserien Will & Grace där han spelade Ben Doucette som var Wills chef och senare även Graces pojkvän.
Hines gjorde Broadwaydebut, tillsammans med sin bror, i The Girl in Pink Tights redan 1954. Han fick Tony-nomineringar för Comin' Uptown (1980), Sophisticated Ladies (1981) och Eubie! (1992), och han vann en Tony Award och Drama Desk Award för revyn Jelly's Last Jam (1992) och en Theatre World Award för Eubie!. Han var även programledare för Tony Awards-ceremonierna 1995 och 2002.